# Ēldlive
Ēldlive (エルドライブ Erudoraibu?) es una serie de manga escrita e ilustrada por Akira Amano. Fue serializada por la editorial Shueisha a través de la aplicación en línea Jump Live en agosto de 2013, para después ser publicada en la aplicación Shōnen Jump+ en 2014. Cuenta con una adaptación a anime por parte del estudio Pierrot estrenada el 8 de enero de 2017.

## Argumento
Chūta Kokonose es un chico de secundaria que ha sido capaz de escuchar una voz que nadie más podía oír durante todo el tiempo que podía recordar. Un día, un extranjero azul extraño llamado Chips apareció y lo reclutó para la policía de espacio, ēlDLIVE porque se ajusta a los requisitos. Durante su prueba de acceso, descubrió la voz que oye en realidad proviene de un pequeño extraterrestre estar blanca en su cuerpo que más tarde se llamó Dolugh. La combinación de su poder con Dolugh, que fue capaz de completar su examen usando un poder llamado SPH (Espacio de feromonas), utilizado solo por los extranjeros. Chūta, ahora un oficial, junto con su compañera de trabajo y compañera de clase, Misuzu Sonokata, y el resto de la estación de Área del Sistema Solar tienen que trabajar juntos para proteger el universo de los delincuentes peligrosos.

## Personajes

### Principales
Chūta Kokonose (九ノ瀬 宙太 Kokonose Chūta?)
Voz por: Ayumu Murase
El protagonista principal masculino de la historia. Chuta es un estudiante de segundo año de catorce años en la Escuela Intermedia Shirobori. Fue reclutado en élDLIVE por Chips y ahora es un oficial de rango 1 de la División 2 del Departamento de Investigación Criminal en la estación de Distrito Sistema Solar. Sus socios son Misuzu Sonokata, que también es su compañero de clase, y Chips. Él es también el anfitrión de un simbiótica Monitalien nombró Dolugh, que resulta ser la voz que solo él puede oír desde que era pequeño. Chuta inicialmente es un niño muy retraído, introvertido con confianza baja auto y no hay amigos debido a culpándose por un incidente de la infancia pasado donde cuatro de sus amigos murieron al caer de un acantilado, y estar aislado de sus compañeros debido a su tendencia a hablar la voz en voz alta, lo que hizo que la gente piensa que es raro. Él comienza a crecer fuera de este y poco a poco gana más confianza debido a la lucha contra los criminales como oficial de élDLIVE con Misuzu y Dolugh, y salvar a la gente. Sus padres murieron cuando él era joven y ha vivido con su tía desde entonces. Él es muy bueno en todo lo relacionado con la economía doméstica porque no ha tenido mucha práctica en el hogar, ya que su tía Mimí no es muy buena en hacer las tareas.
Dolugh (ドルー Dorū?)
Voz por: Rie Kugimiya
Dolugh es un Monitalien que viven en el cuerpo de Chūta. También actúa como órgano de SPH de Chūta. Solo Chūta puede escucharlo, y su forma física no apareció hasta que Chūta salvó a Tateyan. Él se une a Chūta hasta el día que muera, y si algo le sucede a uno de ellos, el otro lo sentirá. La gema roja en la frente es uno de los glifos perdidos del planeta Glifo, en el que se ha creado con el propósito de controlar otros planetas. Dolugh es una muy curiosa e inquisitiva criatura, que también muestra la perspicacia sorprendente. Fue a través de una actualización en el caso de control remoto, y ganó alas. Sus poderes funcionan por tener la visualización de Chūta al momento de atacar y poder ejecutarlo.
Misuzu Sonokata (其方 美鈴 Sonokata Misuzu?)
Voz por: Saori Hayami
Compañera de Chūta en la División 2, así como su compañera de clase que fue enviada para observarlo. Ella es un oficial de rango 3 y toma su trabajo muy en serio. En la escuela, ella es un estudiante de la ECA y popular entre los chicos. Su razón para unirse élDLIVE fue porque se negó a seguir el camino de su padre gastaba en ella. Ella perdió el valor de los recuerdos a causa de su papel de seis meses como paciente en un proyecto llamado Proyecto de Taklimakan, donde a los pacientes se les implantan órganos SPH. La operación también fue la causa de enfermedades residuales y ella tiene que tomar pastillas para evitar que se alejen, aunque ella no sabe su verdadero propósito, pensando que son pastillas de adaptación ambiental. Ella actúa con frialdad hacia Chūta cuando se unió élDLIVE porque pensó que no iba a aceptar el trabajo en serio, pero comienza a apreciarlo a medida que trabajan juntos y más cuando se demostró su inocencia durante el caso de la manipulación a distancia. Sin embargo, después de la actualización de Dolugh empezó evitando él debido a su olor repente cambia, pero se las arregla para superar con la ayuda del Dr. Love. Ella es también amiga de Verónica y Ninotchka porque ingresaron élDLIVE casi al mismo tiempo, a pesar de que Verónica y Misuzu luchan mucho debido a su rivalidad. Su SPH toma la forma de anillos brillantes de color púrpura.

### élDLIVE

#### Área del Sistema Solar
Laine Brick (レイン・ブリック Rein Burikku?)
Voz por: Tatsuhisa Suzuki
El jefe de la estación de Distrito Sistema Solar. Lleva un parche para cubrir el ojo artificial. Él tiene una personalidad amistosa, sin preocupaciones, pero también muestra indicios de una mayor lado misterioso, intrigante. Sin embargo, se preocupa por sus subordinados mucho. Es uno de los pocos que conoce el pasado de Misuzu. Se dio a entender que él consiguió su posición de forma rápida a pesar de su corta edad debido a otras razones. Se le muestra disfrutando comiendo dulces, sobre todo el dango. Por razones desconocidas, a él le desagrada Madigan.
Chips (チップス Chippusu?)
Voz por: Daiki Kobayashi
Un pequeño extranjero azul, que es el líder de la División 2, así como el que lleva a Chūta a élDLIVE . Tiene el rango de inspector auxiliar, y actúa como apoyo durante los casos. La antena en la cabeza le permite disparar diferentes tipos de SPH, uno de los cuales permite a la gente a trasladarse de un lugar a otro. Es muy cumplidor de la ley y actúa como la voz de la razón, pero puede ser infantil también. Dice "-chu" al final de todas sus frases. Se emborracha con el té verde.
Veronica Borowczyk (ベロニカ・ボロズウィック Beronika Borozuwikku?)
Voz por: Riho Iida
Una asistente del inspector de investigación criminal y la líder de la División 5 de la CID. Ella es una persona impetuosa, muy competitiva, especialmente en contra de Misuzu. Ella, Ninotchka, y Misuzu son amigas, ya que todas se unieron ēlDLIVE alrededor del mismo tiempo. Ella tiene un cuerno en la frente que por lo general se podrá ver hasta que activa su SPH, que principalmente aumenta su potencia en las piernas.
Nina Mikhailovna Pavlova (ニーナ・ミハイロヴナ・パーヴロヴァ Nīna Mihairovuna Pāvurovua?)
Voz por: Lynn
Una agente de investigación criminal que por lo general se conoce con el apodo de Ninotchka ( ニノチカNinochika ) . Ella está en la 5ª división y la pareja de Verónica. Se unió a ēlDLIVE alrededor del mismo tiempo que Verónica y Misuzu, que es como se hicieron amigas. Tierna y dulce, ella también es a menudo la persona que trata de detener a Verónica y Misuzu de la lucha y para advertir a Verónica cada vez que se pone demasiado caliente con la cabeza. Ella dejó crecer su pelo largo para ocultar su cuerpo cada vez que se activa su SPH, ya que hace que su cuerpo para convertirse en muy expuesta. Su SPH toma la forma de embudos verdes. En la estación 4, se inscribió en la Escuela Intermedia Shirobori junto con Verónica y su guardaespaldas Dr. Love.
Dr. Love (Dr.ラヴ Dr. Ravu?)
Voz por: Yoshitsugu Matsuoka

### Criminales espaciales
Bocha (ボーチャー Boochaa?)/Saotome (さおとめ Saotome?)
Voz por: Kenichiro Matsuda (Bocha), Shizuka Itō (Saotome)
Dragline (ドラグライン Doragurain?)
Voz por: Masaaki Ihara

## Media

### Manga
ēlDLIVE es un manga escrito y dibujado por Akira Amano. La serialización corrió a cargo de la editorial Shueisha a través de la aplicación en línea Jump Live en agosto de 2013, para después ser publicado en la revista Shōnen Jump+ en 2014. La serie es diferente en otras en que divide sus capítulos en "estaciones", similar a cómo los programas de televisión dividen sus episodios en estaciones. Cada estación tiene un número diferente de capítulos. El 5 de agosto de 2016, las estaciones han sido recogidos en siete volúmenes tankōbon .

### Anime
Una adaptación a anime fue anunciado para enero de 2017 y comenzó a transmitirse el 8 de enero de 2017. La serie es producida por Pierrot , y dirigida por Takeshi Furuta y Tomoya Tanaka, con guiones escritos por Toshimitsu Takeuchi, el diseño de personajes por Han Seungah y Keiichirou Matsui, y la música compuesta por Yasuharu Takanashi. El tema de apertura es "Our sympathy" de la cantante Alfakyun y el tema de cierre es "Kimi no Koe ga..." por la agrupación musical The Super Ball.